# Diocesi di Sant'Elena
La diocesi anglicana di Sant'Elena è una diocesi anglicana all'interno della chiesa anglicana dell'Africa meridionale. Essa comprende le isole di Sant'Elena e Ascensione nell'Oceano Atlantico ed è stata creata nel 1859. La chiesa cattedrale della diocesi è la cattedrale di San Paolo, a Jamestown.

## Storia

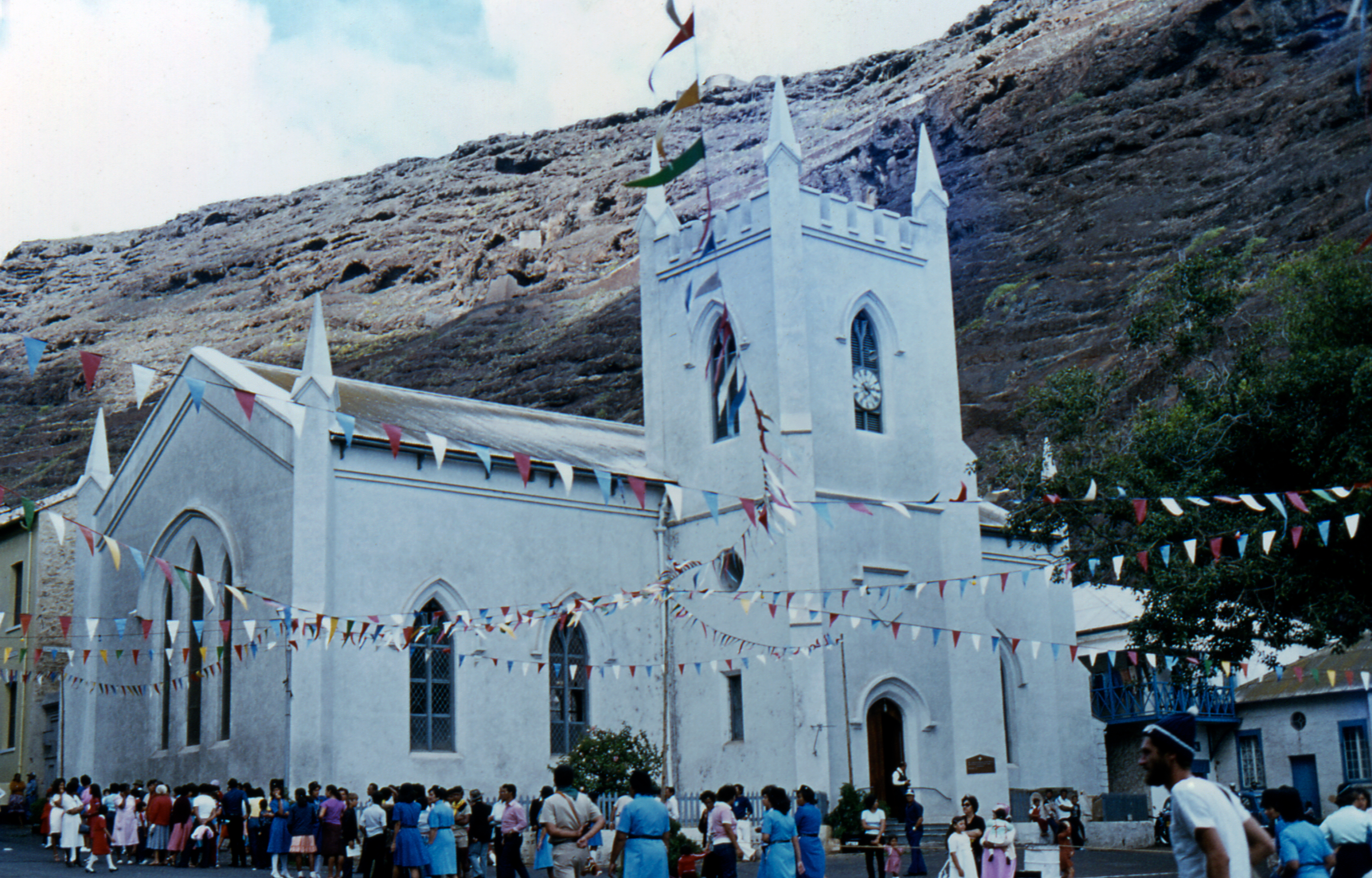
Chiesa di San Giacomo, Jamestown

Il primo cappellano della chiesa d'Inghilterra è stato inviato sull'isola nel 1671 dalla Compagnia delle Indie Orientali. Il primo edificio di culto era una modesta chiesetta, poi sostituita da una più grande nel 1674, in seguito dedicata a San Giacomo. Un'altra chiesa,"the Country Church" (la chiesa del paese) è stata costruita poco dopo vicino all'attuale cattedrale.
Nel 1774 la chiesa parrocchiale di Jamestown mosta segni di decadimento e in sostituzione viene edificata la chiesa di San Giacomo, la più antica chiesa anglicana a sud dell'equatore.
Nel 1859 viene eretta la diocesi di Sant'Elena, che comprendeva anche le isole di Ascensione e Tristan da Cunha. Fino al 1869 la diocesi comprendeva anche i residenti britannici di Rio de Janeiro, di altre città della costa orientale del Sud America e delle Falkland. Il primo Vescovo, Piers Calverley Claughton, è stato consacrato nella Abbazia di Westminster. La chiesa di San Paolo, costruita intorno al 1850, è divenuta cattedrale della diocesi nel 1859.
Nel 1960 Tristan da Cunha è stata trasferita alla diocesi anglicana di Città del Capo e la diocesi oggi è costituita esclusivamente da Sant'Elena e Ascensione, consta di 4 parrocchie, tre a Sant'Elena ed una, facente capo alla chiesa di Santa Maria, ad Ascensione.

## Cronotassi dei vescovi
- Piers Calverley Claughton
- Thomas Earle Welby
- John Garraway Holmes
- William Arthur Holbech
- Charles Christopher Watts
- Charles Arthur William Aylen
- Gilbert Price Lloyd Turner
- Harold Beardmore
- Edmund Michael Hubert Capper
- George Kenneth Giggall
- Edward Alexander Cannan
- James Nathaniel Johnson
- John Harry Gerald Ruston
- John William Salt
- Richard David Fenwick